# Верх-Ушнур
Верх-Ушну́р (рос. Верх-Ушнур, марій. Ӱшнӱр) — село у складі Совєтського району Марій Ел, Росія. Адміністративний центр Верх-Ушнурського сільського поселення.

## Населення
Населення — 537 осіб (2010; 525 у 2002).
Національний склад (станом на 2002 рік):
- марі — 88 %